# Athripsodes shqiperiensis
Athripsodes shqiperiensis là một loài Trichoptera trong họ Leptoceridae. Chúng phân bố ở miền Cổ bắc.